# اچ‌ام‌اس میلدورا (۱۸۸۹)
اچ‌ام‌اس میلدورا (۱۸۸۹) (به انگلیسی: HMS Mildura (1889)) یک کشتی بود که طول آن ۲۷۸ فوت (۸۵ متر) بود. این کشتی در سال ۱۸۸۹ ساخته شد.